# Robert Weinlich
Robert Weinlich (* 2. August 1921 in Wien; † 4. Jänner 2007 in Innsbruck) war ein österreichischer Architekt.

## Leben
Robert Weinlich nahm als Soldat am Zweiten Weltkrieg teil und geriet 1944 schwer verwundet in französische Gefangenschaft. 1946 kehrte er nach Österreich zurück und studierte an der Technischen Hochschule Wien Architektur. Als Praktikant arbeitete er während des Studiums in verschiedenen Büros und fand im Anschluss eine Anstellung am Institut für Gebäudelehre I und Entwerfen 2 der Technischen Hochschule. Weinlich promovierte 1957 mit einer Arbeit zur architektonischen Gestaltung von Dampfkraftwerken. Auch wurde er in die Bundesingenieurkammer aufgenommen. Ab 1959 war er Oberassistent von Karl Schwanzer an der Technischen Hochschule Wien. 1968 erhielt er den Ruf an die Universität Innsbruck, wo er am 26. März 1968 die neue Lehrkanzel für Hochbau und Entwerfen an der neu gegründeten technischen Fakultät übernahm. Diese nahm im Wintersemester 1969/70 ihren Betrieb auf. In den Studienjahren 1972/73 und 1973/74 war Robert Weinlich Dekan der Fakultät für Bauingenieurwesen und Architektur und im Folgenden Studienjahr 1974/75 Rektor der Universität Innsbruck. Er war der letzte Rektor vor der Universitätsreform 1975, die er damals skeptisch kommentierte: „Es ist ein großer Unterschied, ob sich Professoren, Assistenten und Studenten freiwillig dazu entschließen, universitäre Probleme einvernehmlichen Lösungen zuzuführen, um sich dann wieder konsequenter den fachlichen Tätigkeiten zu widmen, oder ob auf Grund eines Gesetzes ständige und vermehrte Kommissions - und Verwaltungsarbeit geleistet werden muß.“ 1989 wurde der Architekt an der Universität emeritiert.
Von 1978 bis 1998 war Robert Weinlich Präsident des Vereins Dolomitenfreunde. Einer seiner Studenten hatte eine Diplomarbeit über k.u.k. Festungen in Südtirol geschrieben und Weinlich mit dem Verein in Verbindung gebracht. Spätfolgen seiner Kriegsverletzung zwangen ihn später, dieses Amt wieder niederzulegen. Nach seinem Tod am 4. Jänner 2007 wurde er am 18. Jänner am Friedhof in Wien-Döbling bestattet.

## Werk
Neben seiner Tätigkeit an der TU Wien hatte Weinlich ein eigenes Architekturbüro. Zu seinem Hauptwerk zählt die Dekorationswerkstätte der Bundestheater im Wiener Arsenal (1963), einem charakteristischen Bau der Spätmoderne, den er gemeinsam mit Erich Boltenstern, dem Architekten des Wiederaufbaus in Österreich, realisierte. In Wien baute Weinlich Gemeindebauten im funktionalen Stil, in Korneuburg den Sitz der Gendarmerie (1976), in dem heute die Niederösterreichischen Nachrichten untergebracht sind.

## Auszeichnungen
- 1976 Ehrenzeichen des Landes Tirol[2]
- 1978 Großes Silbernes Ehrenzeichen für Verdienste um die Republik Österreich[2]
- 1986 Ehrenzeichen für Kunst und Kultur der Stadt Innsbruck[2]
- 1986 Johann Joseph Ritter von Prechtl-Medaille der Technischen Universität Wien[9][10]